# Senad Lulić
Senad Lulić (ur. 18 stycznia 1986 w Mostarze) – bośniacki piłkarz, który występował na pozycji pomocnika. W latach 2008-2017 reprezentant Bośni i Hercegowiny. Uczestnik Mistrzostw Świata 2014. Wieloletni zawodnik włoskiego S.S. Lazio.

## Kariera klubowa
Karierę rozpoczynał w szwajcarskim FC Chur 97. Następnie trafił do AC Bellinzona, Grasshopper Club i BSC Young Boys.
Zawodnikiem S.S. Lazio został 16 czerwca 2011, gdzie trafił z BSC Young Boys za kwotę 3,25 mln euro. Z S.S. Lazio sięgnął po Superpuchar Włoch oraz dwa razy po Puchar Włoch.
| Sezon   | Klub             | Rozgrywki        | Mecze | Gole |
| ------- | ---------------- | ---------------- | ----- | ---- |
| 2006/07 | AC Bellinzona    | Challenge League | 30    | 3    |
| 2007/08 | AC Bellinzona    | Challenge League | 33    | 10   |
| 2008/09 | Grasshopper Club | Super League     | 26    | 3    |
| 2009/10 | Grasshopper Club | Super League     | 15    | 3    |
| 2010/11 | BSC Young Boys   | Super League     | 31    | 6    |
| 2011/12 | S.S. Lazio       | Serie A          | 27    | 4    |
| 2012/13 | S.S. Lazio       | Serie A          | 33    | 1    |
| 2013/14 | S.S. Lazio       | Serie A          | 30    | 7    |
| 2014/15 | S.S. Lazio       | Serie A          | 25    | 3    |
| 2015/16 | S.S. Lazio       | Serie A          | 30    | 3    |
| 2016/17 | S.S. Lazio       | Serie A          | 31    | 3    |
| 2017/18 | S.S. Lazio       | Serie A          | 35    | 3    |
| 2018/19 | S.S. Lazio       | Serie A          | 33    | 4    |

## Sukcesy

### S.S. Lazio
- Puchar Włoch: 2012/2013, 2018/2019
- Superpuchar Włoch: 2017, 2019